# مينورو ايزوكا
مينورو ايزوكا هو مصارع رياضي ياباني، ولد في 6 فبراير 1933.

## وصلات خارجية
- مينورو ايزوكا على موقع قاعدة بيانات المصارعة الدولية (الإنجليزية)
- مينورو ايزوكا على موقع أوليمبيديا (الإنجليزية)